# Klas Eksell
Klas Carl Gunnar Eksell, född 6 oktober 1960 i Eksjö församling i Jönköpings län, är en svensk militär.
Eksell avlade officersexamen på Krigsskolan 1982 och blev samma år fänrik. Han gick Allmänna kursen vid Militärhögskolan 1988–1989 och Högre kursen där 1993–1995. Han tjänstgjorde 1995–1996 vid Försvarshögskolan och 1996–1997 vid Personalstaben i Högkvarteret. Åren 1997–1999 var han huvudman för brigadutveckling vid Högkvarteret. År 2000 var han utbildningsledare vid Baltiska bataljonen i Lettland. Han var avdelningschef vid Försvarshögskolans chefsprogram 2001–2003 och brigadchef vid Norrbottens regemente 2003–2005.
År 2005 befordrades han till överste och var 2005–2007 operativ ledare vid Militära underrättelse- och säkerhetstjänsten (MUST). Han var chef för Markstridsskolan från och med den 1 augusti 2007 till och med den 31 december 2010 och var 2011 Senior Mentor vid OMLT 1 i Afghanistan samt 2012 chef för Säkerhetskontoret i MUST. År 2013 befordrades han till brigadgeneral och var från och med den 1 januari 2013 till och med den 31 oktober 2016 ställföreträdande personaldirektör vid Högkvarteret. Från och med den 1 juli 2016 till och med den 31 oktober 2016 var han tillförordnad personaldirektör. Eksell är sedan den 1 november 2016 generalmajor och ordinarie personaldirektör i Högkvarteret.